# Державний інститут наукової педагогіки
Державний інститут наукової педагогіки (ДІНП) (рос. Государственный институт научной педагогики (ГИНП)) — науково-дослідний інститут, заснований у Ленінграді постановою Наркомосу РРФСР від 19 липня 1924 р. при Ленінградському педагогічному інституті ім. А. І. Герцена на базі Всеросійського педагогічного музею, екскурсійного і педагогічного інститутів. 
У квітні 1933 р. було реорганізовано у Ленінградське відділення ЦНДІ педагогіки, яке наказом Наркомосу РРФСР від 29 травня 1934 р. перейменовано на інститут наукової педагогіки при Ленінградському педагогічному інституті ім. А. І. Герцена. Ліквідований наказом Наркомосу РРФСР від 21 жовтня 1938 р., фактична ліквідація завершилася 1939 р.
У різні часи інститутом керували:
- Б. А. Фінгерт

Відомі співробітники інституту: М. Я. Басов, Л.Л. З. Виготський, С. Л. Рубінштейн, А. П. Серебренніков